# Hemer Park
Hemer Park är en park i Kanada.   Den ligger i provinsen British Columbia, i den sydvästra delen av landet, 3 600 km väster om huvudstaden Ottawa. Hemer Park ligger 58 meter över havet.
Terrängen runt Hemer Park är platt åt nordost, men åt sydväst är den kuperad. En vik av havet är nära Hemer Park österut.Närmaste större samhälle är Nanaimo, 10,6 km nordväst om Hemer Park. 